# Arichanna taiwanica
Arichanna taiwanica là một loài bướm đêm trong họ Geometridae.